# Torneo de Tokio 2015
El Rakuten Japan Open Tennis Championships 2015 es un torneo de tenis que se juega en canchas duras al aire libre. Es la 43.ª edición del evento conocido este año como el Rakuten Japan Open Tennis Championships, y es parte de la ATP World Tour 500 serie de 2015. Se lleva a cabo en el Coliseo Ariake de Tokio, Japón, del 5 de octubre al 11 de octubre de 2015.

## Cabezas de serie
| Tenista         | Ranking | Preclasificado |
| Stan Wawrinka   | 4       | 1              |
| Kei Nishikori   | 6       | 2              |
| Gilles Simon    | 10      | 3              |
| Richard Gasquet | 11      | 4              |
| Kevin Anderson  | 12      | 5              |
| Marin Čilić     | 14      | 6              |
| Feliciano López | 17      | 7              |
| Grigor Dimitrov | 19      | 8              |

- Los cabezas de serie, están basados en el ranking ATP del 28 de septiembre de 2015.

### Dobles masculinos
| Tenista                             | Ranking | Preclasificado |
| Bob Bryan Mike Bryan                | 2       | 1              |
| Pierre-Hugues Herbert Nicolas Mahut | 18      | 2              |
| Raven Klaasen Marcelo Melo          | 30      | 3              |
| Alexander Peya Bruno Soares         | 46      | 4              |

## Campeones

### Individual Masculino
Stanislas Wawrinka venció a  Benoît Paire por 6-2, 6-4

### Dobles Masculino
Raven Klaasen /  Marcelo Melo vencieron a  Juan Sebastián Cabal /  Robert Farah por 7-6(5), 3-6, [10-7]